# James Durbin
Pour les articles homonymes, voir James Durbin (statisticien) et Durbin.
James Durbin, né le 6 janvier 1989 à Santa Cruz, Californie, aux États-Unis, est un chanteur américain, issu de la dixième saison du télécrochet American Idol où il finit quatrième. En mars 2017 il devient le nouveau chanteur de Quiet Riot.

## Prestations lors d'American Idol
| Semaine                 | Thème                                  | Chanson                                     | Artiste                | Ordre | Résultat   |
| ----------------------- | -------------------------------------- | ------------------------------------------- | ---------------------- | ----- | ---------- |
| Audition                | Auditioner's Choice                    | You Shook Me                                | Muddy Waters           | N/A   | Advanced   |
| Audition                | Auditioner's Choice                    | Dream On                                    | Aerosmith              | N/A   | Advanced   |
| Hollywood Round, Part 1 | First Solo                             | Oh! Darling                                 | The Beatles            | N/A   | Advanced   |
| Hollywood Round, Part 2 | Group Performance                      | Somebody to Love                            | Queen                  | N/A   | Advanced   |
| Hollywood Round, Part 3 | Second Solo                            | I Don't Want to Miss a Thing                | Aerosmith              | N/A   | Advanced   |
| Las Vegas Round         | Songs of The Beatles Group Performance | Get Back                                    | The Beatles            | N/A   | Advanced   |
| Hollywood Round Final   | Final Solo                             | A Change Is Gonna Come                      | Sam Cooke              | N/A   | Advanced   |
| Top 24 (12 Men)         | Personal Choice                        | You've Got Another Thing Comin'             | Judas Priest           | 6     | Advanced   |
| Top 13                  | Your Personal Idol                     | Maybe I'm Amazed                            | Paul McCartney         | 6     | Safe       |
| Top 12                  | Year You Were Born                     | I'll Be There for You                       | Bon Jovi               | 4     | Safe       |
| Top 11                  | Motown                                 | Living for the City                         | Stevie Wonder          | 11    | Safe       |
| Top 11                  | Elton John                             | Saturday Night's Alright for Fighting       | Elton John             | 7     | Safe       |
| Top 9                   | Rock & Roll Hall of Fame               | While My Guitar Gently Weeps                | The Beatles            | 5     | Safe       |
| Top 8                   | Songs from the Movies                  | "Heavy Metal" – Heavy Metal                 | Sammy Hagar            | 8     | Safe       |
| Top 7                   | Songs from the 21st Century            | Uprising                                    | Muse                   | 2     | Safe       |
| Top 6                   | Carole King                            | Solo Will You Love Me Tomorrow              | The Shirelles          | 5     | Safe       |
| Top 6                   | Carole King                            | Duo I'm into Something Good avec Jacob Lusk | Earl-Jean              | 9     | Safe       |
| Top 5                   | Songs from Now and Then                | Closer to the Edge                          | Thirty Seconds to Mars | 1     | Safe       |
| Top 5                   | Songs from Now and Then                | Without You                                 | Badfinger              | 6     | Safe       |
| Top 4                   | Songs That Inspire                     | Don't Stop Believin'                        | Journey                | 1     | Eliminated |
| Top 4                   | Leiber & Stoller Songbook              | Love Potion No. 9                           | The Clovers            | 8     | Eliminated |

## Discographie

### Albums
| Titre                            | Détails                                                                           | Classement | Classement | Classement | Ventes        |
| Titre                            | Détails                                                                           | US         | US Digital | US Rock    | Ventes        |
| -------------------------------- | --------------------------------------------------------------------------------- | ---------- | ---------- | ---------- | ------------- |
| Memories of a Beautiful Disaster | - Release date: November 21, 2011 - Label: Wind-up - Format: CD, digital download | 36         | 25         | 8          | - US: 109,000 |

### Extended plays
| Titre                                            | Détails                                                                                | Classement | Classement | Classement | Ventes       |
| Titre                                            | Détails                                                                                | US         | US Rock    | CAN        | Ventes       |
| ------------------------------------------------ | -------------------------------------------------------------------------------------- | ---------- | ---------- | ---------- | ------------ |
| American Idol Season 10 Highlights: James Durbin | - Release date : 28 juin 2011 - Label : 19, Interscope - Format : EP, digital download | 31         | 7          | 52         | - US: 71,000 |

### Singles
| Année | Single             | Classement | Classement | Album                            |
| Année | Single             | US Adult   | US Main    | Album                            |
| ----- | ------------------ | ---------- | ---------- | -------------------------------- |
| 2011  | "Stand Up"         | —          | 39         | Memories of a Beautiful Disaster |
| 2011  | "Love Me Bad"      | 32         | —          | Memories of a Beautiful Disaster |
| 2012  | Higher Than Heaven | —          | —          | Memories of a Beautiful Disaster |